# Cratere Edith
Edith è un cratere lunare di 6,92 km situato nella parte sud-occidentale della faccia nascosta della Luna.